# Rock'n Me
Rock'n Me is een nummer van de Amerikaanse band Steve Miller Band. Het nummer werd geschreven door frontman Steve Miller, die ook de productie voor zijn rekening nam. In augustus 1976 werd het uitgebracht als tweede single van het negende studioalbum Fly Like an Eagle.

## Achtergrond
De tekst gaat over iemand die veel reist en tijdens deze reizen een positieve houding aanneemt. Er worden veel steden bezongen in het nummer. Volgens Miller zijn bepaalde elementen geïnspireerd door het nummer All Right Now van de Britse band Free. Hij schreef het nummer met het idee om een festivalnummer te creëren, toen hij samen met Pink Floyd moest gaan optreden: "Ik wist dat de manier waarop het zou werken was: ik ging spelen vlak voor Pink Floyd: de zon zou ondergaan, het zou erg koud zijn, er zouden geen lichten zijn, het zou vrij saai worden. Ik zei: 'Weet je, ik ga die jongens een schop onder hun kont geven.' Dus wat ik deed was Rock'n Me schrijven als een nummer om op een festival te spelen, om het gewoon op gang te krijgen."
Het nummer is opgenomen in de soundtrack van de videogame Grand Theft Auto V, waar het te beluisteren is op de virtuele radiozender Los Santos Rock Radio.

## Hitnoteringen en prijzen
Rock'n Me bereikte in de Billboard Hot 100 de eerste plaats, waar het een week zou staan. Dit was na The Joker de tweede nummer 1-hit van de band in de Verenigde Staten. Ook in Canada stond het nummer bovenaan de hitlijst. Ook in Zuid-Afrika bereikte het de top tien, door op de derde plek te eindigen.

### NPO Radio 2 Top 2000
| Nummer met noteringen in de NPO Radio 2 Top 2000 | '00  | '01  |
| ------------------------------------------------ | ---- | ---- |
| Rock'n Me                                        | 1628 | 1791 |

1. ↑  Een vetgedrukt getal geeft de hoogste notering aan.
2. ↑  2000 was het eerste jaar met een notering voor dit nummer.
3. ↑  Deze tabel is bijgewerkt tot en met de laatste editie (2024).